# Phenacomys intermedius
Phenacomys intermedius is een zoogdier uit de familie van de Cricetidae. De wetenschappelijke naam van de soort werd voor het eerst geldig gepubliceerd door Merriam in 1889.

## Voorkomen
De soort komt voor in Canada en de Verenigde Staten.